# Нордхарц
Нордхарц (њем. Nordharz) општина је у њемачкој савезној држави Саксонија-Анхалт. Једно је од 20 општинских средишта округа Харц. Према процјени из 2010. у општини је живјело 8.475 становника. Посједује регионалну шифру (AGS) 15085227.

## Географски и демографски подаци
Нордхарц се налази у савезној држави Саксонија-Анхалт у округу Харц. Општина се налази на надморској висини од 170 метара. Површина општине износи 110,5 km². У самом мјесту је, према процјени из 2010. године, живјело 8.475 становника. Просјечна густина становништва износи 77 становника/km².